# Cadalso de los Vidrios
Cadalso de los Vidrios település Spanyolországban, Madrid tartományban. Cadalso de los Vidrios San Martín de Valdeiglesias, Almorox, Cenicientos, Rozas de Puerto Real és Navahondilla községekkel határos. Lakosainak száma 3228 fő (2024).

## Népesség
A település népessége az utóbbi években az alábbiak szerint változott:
| Lakosok száma | 2311 | 2550 | 2864 | 2903 | 2944 | 2760 | 3053 | 3039 | 3193 | 3228 |
|               | 2001 | 2004 | 2007 | 2009 | 2012 | 2014 | 2017 | 2019 | 2022 | 2024 |